# Clayson M 103
La Clayson M 103 dénommée jusqu'en 1963 Claeys M 103, est un modèle de moissonneuse-batteuse produit par l'entreprise belge de Leon Claeys à Zedelghem.
La machine est fabriquée à 27 510 exemplaires entre 1958 et 1967.

## Historique
En 1952, la Claeys MZ est la première moissonneuse-batteuse automotrice aboutie fabriquée en Europe dans l'usine belge de Leon Claeys à Zedelghem.
Cette machine est largement vendue et, bien qu'elle soit produite jusqu'en 1960, il apparaît nécessaire d'en étudier une évolution dès le milieu des années 1950 car d'autres fabricants ont sorti des engins concurrents. C'est ainsi que la Claeys M 103 est mise sur le marché en 1957, se distinguant de la MZ par des améliorations techniques et une plus grande puissance de moteur. En septembre 1963, le nom de la marque est modifié en Clayson car le concurrent Claas estime que le nom Claeys est phonétiquement trop proche du sien. En 1965, une évolution de la M 103 apparaît avec un moteur qui gagne quelques chevaux et des modifications techniques mineures. La production de la M 103 cesse en 1967 mais, depuis 1959, 27 510 unités sont construites. La relève est prise, dès 1962, par une gamme de quatre machines allant de la M 122 à la M 140.

## Caractéristiques
Le moteur le plus fréquemment installé sur les M 103 est un Diesel Ford à six cylindres et à injection directe d'une cylindrée de 5 415 cm3 ; sa puissance, de 80 ch de 1958 à 1965, est portée à 87 ch de 1965 à 1967. Selon les années et les pays dans lesquels les machines sont vendues, des moteurs Perkins (refroidissement à eau) ou Deutz (refroidissement à air) peuvent être montés.
La boîte de vitesses à commande manuelle comporte trois rapports avant et un rapport arrière, couplés avec un variateur de vitesse  hydraulique, ce qui lui confère une vitesse maximale de 20 km/h.
La machine est, de série, équipée d'une trémie de collecte du grain en vrac d'une capacité de 2 000 l mais peut, en option, recevoir un trieur et un dispositif d'ensachage.
La largeur de coupe de la machine peut aller de 3  à   4 m. Une barre de coupe spéciale pour le maïs existe, et la machine peut être équipée de chenilles à la place des roues motrices (moisson du riz).
Le dispositif de séparation du grain comporte un batteur rotatif de 1 030 mm de large pour 600 mm de diamètre et quatre secoueurs alternatifs d'une surface totale de 3,7 m2.
La masse à vide en ordre de marche de la machine est de 5 300 kg.